# Lambula bilineata
Lambula bilineata — вид метеликів родини ведмедиць (Arctiidae).

## Поширення
Ендемік Нової Гвінеї. Поширений у Центральному хребті.